# Friedrich Selter
Friedrich Selter (* 1962 in  Moers) ist Pastor der Evangelisch-lutherischen Landeskirche Hannovers und Regionalbischof des Sprengels Osnabrück.

## Lebenslauf
Aufgewachsen in Moers studierte Selter in Wuppertal und Münster Theologie. Nach seinem Vikariat in der Reformierten Kirchengemeinde in Göttingen wurde er 1992 in Duisburg-Rheinhausen zum Pfarrer ordiniert. Anschließend war er 17 Jahre lang Pfarrer in Wuppertal-Elberfeld Nord (1992–2009). 2009 wurde er Superintendent des Kirchenkreises Göttingen. Ende 2020 wurde Selter als Nachfolger von Birgit Klostermeier zum Regionalbischof (Landessuperintendenten) des Sprengels Osnabrück gewählt und im März 2021 durch Landesbischof Ralf Meister in sein neues Amt eingeführt.
2020 war Selter, aus seiner Zeit als Göttinger Superintendent, u. a. Mitglied im Kuratorium des Evangelischen Studienhauses Göttingen, Vorsitzender des Beirats der Evangelischen Studierenden- und Hochschulgemeinde Göttingen und Mitglied im Aufsichtsrat der Agaplesion gAG und Kuratoriumsvorsitzender des Evangelischen Stifts Alt- und Neu-Bethlehem in Göttingen. Außerdem ist er Vorstandsvorsitzender des Vereins „Innere Mission und Evangelisches Hilfswerk e.V.“ im Grenzdurchgangslager Friedland.

## Werke
Hrsg. (mit Hermann-Peter Eberlein): Hundert Jahre evangelische Kirche am Katernberg in Wuppertal. 100 Jahre Katernberger Vereinshaus, 50 Jahre Auferstehungskirche, 25 Jahre Gemeindezentrum Am Eckbusch. Rückblicke und Perspektiven, Wuppertal 2004.